# تأهب (السفر جوا)
يحدث التأهب عندما يريد الراكب السفر على طائرة من دون حجز مسبق لرحلة محددة. هنالك ظرفان عندما يقوم الراكب بأخذ وضع طيران التأهب. الأول قد يكون الراكب فوت الرحلة السابقة فيبقى على وضع طيران التأهب، للرحلة القادمة لنفس الوجهة، الظرف الثاني قد يصل المسافر للمطار مبكراً، (إما من دون قصد أو بقصد) و يريد أن يأخذ رحلة مبكرة مدرجة في ذلك اليوم. سيقومون بعدها بمحاولة وضعه على السفر المتأهب لرحلة مبكرة، وعند الفشل سيتحتم أن يأخذ الرحلة المحجوزة.